# Кормин, Василий Степанович
Василий Степанович Кормин (7 февраля 1911, Ярославль — 12 июля 1994, Тольятти, Самарская область) — советский строитель, крановщик, Герой Социалистического Труда.

## Биография
Родился в 1911 году. Трудовую деятельность начал почтальоном. В 1929—1930 годах учился на курсах механиков связи. В 1930—1937 работал механиком районного узла связи, прорабом по строительству линий связи, монтёром телефонной станции в Ярославле, механиком подстанции.
С 1939 года работал мастером, старшим мастером участка слабых токов, начальником энерго-ремонтного цеха Ярославского судостроительного завода. Участвовал в Великой Отечественной войне.
В 1955—1958 годах работал машинистом крана монтажного управления ПСМО «Куйбышевгидрострой» на строительстве Куйбышевской ГЭС им. В. И. Ленина. Работал на участке четырёх потоков по изготовлению армоконструкций. Обеспечивал четкую, слаженную работу с бригадами строителей.
С 1958 года работал на строящемся заводе цементного оборудования. Занимался обучением передовым методам труда машинистов участка, вносил рационализаторские предложения по усовершенствованию механизмов.
Жил в Тольятти, скончался в 1994 году.

## Награды и звания
- Звание Герой Социалистического Труда с вручением ордена Ленина и медали «Серп и Молот» (1958).
- медаль «За доблестный труд в годы Великой Отечественной войны»